# Speyside (Trinidad e Tobago)
Speyside è un centro abitato di Trinidad e Tobago situato sull'isola di Tobago e facente parte della parrocchia di Saint John. Si affaccia sulla Baia di Tyrrel.